# Prundu Bârgăului (gmina)
Prundu Bârgăului – gmina w Rumunii, w okręgu Bistrița-Năsăud. Obejmuje miejscowości Prundu Bârgăului i Susenii Bârgăului. W 2011 roku liczyła 5633 mieszkańców.